# Amblychia infoveata
Amblychia infoveata là một loài bướm đêm trong họ Geometridae.

## Hình ảnh

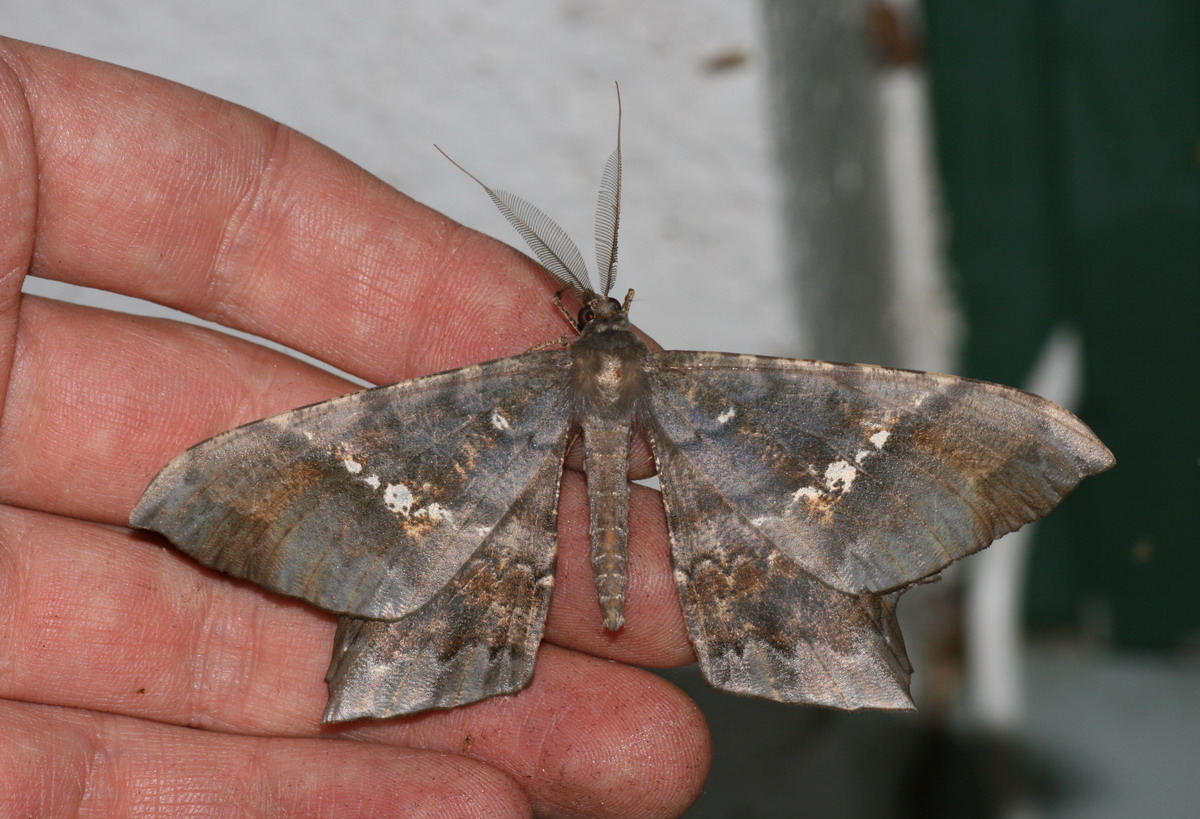